# Коцирас, Яннис (футболист)
Яннис Коцирас (греч. Γιάννης Κώτσιρας; род. 16 декабря 1992, Мегалополис) — греческий футболист, защитник клуба «Панатинаикос» и сборной Греции.

## Клубная карьера
Коцирас — воспитанник клубов «Докса Мегалополис» и «Фаласиас». В 2014 году Яннис выступал за Панаркадикос. В 2016 году Коцирас перешёл в «Астерас». 30 октября в матче против «Левадиакоса» он дебютировал в греческой Суперлиге. 29 апреля 2018 года в поединке против «Аполлон Смирнис» Яннис забил свой первый гол за «Астерас». 
Летом 01 года Коцирас перешёл в «Панатинаикос», подписав контракт на 3 года. В матче против «Аполлон Смирнис» он дебютировал за новую команду. В 2022 году игрок помог клубу завоевать Кубок Греции.

## Международная карьера
30 мая 2019 года в товарищеском матче против сборной Турции Коцирас дебютировал за сборную Греции. 

## Достижения
Клубные
 «Панатинаикос»
- Обладатель Кубка Греции — 2021/2022